# Warner Chappell Music
La Warner Chappell Music è una casa editrice musicale statunitense.

## Storia della Warner Chappell Music
La Warner Chappell Music si è formata nel 1987 a San Antonio, in Texas, quando il presidente della Warner Bros. Music Chuck Kaye ha portato la società ad acquistare Chappell & Co. dalla PolyGram.
Il catalogo della Warner Chappell Music comprende oltre 1,4 milioni di composizioni e 100.000 compositori, con uffici in oltre 20 paesi.
In Italia è rappresentata dalla Warner Chappell Music Italiana.